# Ocre (Yonne)
Pour l’article ayant un titre homophone, voir Ocre (homonymie).
L'Ocre est un petit cours d'eau dans l'Yonne, affluent gauche du Tholon et donc sous-affluent de l'Yonne, faisant partie du bassin versant du fleuve la Seine.

## Géographie
De 7,9 km de longueur, son orientation générale va du sud vers le nord.
L'Ocre prend source au lavoir du hameau des Naudins, au nord-est de la fontaine de la Huche, sur la commune de Merry-la-Vallée, à 240 mètres d'altitude. Remontant vers le nord, elle passe à environ 600 mètres à l'est du bourg. Au nord-est de Merry et 130 m avant de passer la D22, l'Ocre reçoit en rive gauche un petit affluent de 350 m de long (confluence à 180 m d'altitude) ;  puis 360 m en aval du même pont sur la D22 et toujours en rive gauche elle reçoit un autre affluent long d'environ 1,1 km provenant également du bourg de Merry (confluence à 177 m d'altitude).
À la hauteur du hameau de Jeuilly elle passe sur le territoire de Saint-Martin-sur-Ocre dont elle traverse la partie ouest sur environ 950 m, pour ensuite servir de limite de communes entre Saint-Martin et Saint-Aubin-Château-Neuf sur 1,5 km. À la hauteur du Moulin de Ville elle reçoit un troisième petit affluent provenant du Petit Moulin dans le bourg de Saint-Aubin (confluence à 148 m d'altitude). Juste avant de quitter ces territoires, l'Ocre se divise et forme un bras de 471 m de long.
L'Ocre passe ensuite sur la commune de Saint-Maurice-le-Vieil, qu'elle arrose sur 1,8 km. Son parcours est alors plus méandreux et elle confine ponctuellement par deux fois à la commune de Saint-Maurice-Thizouaille.
Juste avant de confluer en rive gauche avec le Tholon dans le bourg de Saint-Maurice-Thizouaille, l'Ocre se divise en deux bras principaux reliés l'un à l'autre par un troisième bras,.

### Communes, canton et communauté traversés
L'Ocre traverse les quatre communes de Merry-la-Vallée, Le Val-d'Ocre, (anciennes communes de Saint-Martin-sur-Ocre, Saint-Aubin-Château-Neuf), Saint-Maurice-le-Vieil et Saint-Maurice-Thizouaille.
Toutes les communes appartiennent au canton de Charny, qui fait partie de la communauté de communes de l'Aillantais, dans l'arrondissement d'Auxerre. L'Ocre coule dans le jovinien (région de Joigny).

### Toponymes
L'Ocre a donné son hydronyme à la commune de Saint-Martin-sur-Ocre et au hameau Sur Ocre dans la commune de Saint-Aubin-Château-Neuf.

### Bassin versant
L'Ocre fait partie du bassin versant de la Seine.

### Organisme gestionnaire
La communauté de communes de l'Aillantais a la responsabilité des ouvrages et aménagements sur l'Ocre.

## Affluents
L'Ocre reçoit trois petits affluents, tous trois en rive gauche ; les deux premiers sur Merry-la-Vallée, le troisième sur Saint-Aubin-Château-Neuf.
Donc son rang de Strahler est de deux.

## Hydrologie

### Crues
Les crues ne sont jamais importantes. Celles de juin 2016, qui ont gravement touché pratiquement tous les départements français, n'ont pas amené l'inscription des communes arrosées par l'Ocre dans l'arrêté de catastrophe naturelle du 26 juillet 2016. Noter que 8 semaines après ces inondations catastrophiques, le bassin versant de l'Ocre fait partie des trois zones de l'Yonne mises en vigilance sécheresse.

## Pêche
L'Ocre est une rivière de première catégorie et un domaine privé, de Saint-Aubin-Chateauneuf à Saint-Maurice-Thizouaille.

## Aménagements et écologie
Les dépôts d'ocre (par définition ferrugineuse donc oxydable) peuvent boucher les puisards et endommager les pompes pour les bâtiments construits dans les terrains humides et inondables de fond de vallée.
L'Ocre fait partie des cours d'eau français sur lesquels tout ouvrage doit être géré, entretenu et équipé au plus tard en 2017 selon les règles définies par l’autorité administrative, en concertation avec le propriétaire ou à défaut l’exploitant, pour assurer le transport suffisant des sédiments et la circulation des poissons migrateurs. Par ailleurs, la station d'épuration de Saint-Maurice-le-Vieil a été listée parmi celles dont la réhabilitation nécessaire est à effectuer en seconde priorité (après 2015).
Des stations de prélèvements pour la mesure de la qualité des eaux de surface pour l'Ocre ont été instaurées à 
Merry-la-Vallée, Saint-Martin-sur-Ocre, Saint-Aubin-Château-Neuf et Saint-Maurice-Thizouaille,.
Le « site à écrevisses du ruisseau d'Ocre », créé en 2008, couvre 53,66 ha sur les communes de Saint-Martin-sur-Ocre, Saint-Aubin-Château-Neuf et Saint-Maurice-le-Vieil,
.

### Moulins
Sur son cours, on rencontre les lieux-dits le Petit Moulin, le Moulin du Berceau, le Moulin de Ville, le Moulin Fulget.

## Curiosités - Tourisme
Saint-Aubin-Château-Neuf, village artistique, héberge possède de nombreux ateliers d'artistes et un sentier des arts - sentier qui passe entre autres par la rue du Moulin où se trouve la source d'un affluent de l'Ocre.
La section du sentier de grande randonnée GR 13 de Fontainebleau (Seine-et-Marne) à Arcy-sur-Cure (Yonne), coupe l'Ocre dans la rue Vieux Pou à Saint-Maurice-Thizouaille, 150 mètres avant la confluence de cette rivière avec le Tholon,.